# Крумовград
Кру̀мовград е град в Южна България. Той се намира в област Кърджали и е в близост до град Момчилград. Градът е трети по големина в областта след Кърджали и Момчилград и е административен център на община Крумовград.
По данни на ГРАО към 15 март 2024 г. в града живеят 5284 души по настоящ адрес и 8591 души по постоянен адрес.

## География
Община Крумовград е административна единица от област Кърджали, територията на която попада изцяло в района на Източните Родопи.
Общата територия на общината е 843,320 кв. км. Релефът е нископланински и хълмист. Територията на Крумовградска община попада в северната периферия на Средиземноморското климатично влияние и се характеризира с континентално-средиземноморски климат. Средната годишна температура е 13 °C. Валежите в района са предимно от дъжд, като от юли до септември се наблюдава минимум, а ноември-декември има ясно изразен максимум. Главната отводнителна артерия е река Крумовица. В общината преобладават храстовидните и дървесните видове. Община Крумовград се състои от 78 населени места, съставени от 403 махали, обединени в 500 кметства, без град Крумовград.
През територията на общината преминава река Арда. На нея е разположен един от трите големи язовира – язовир „Студен кладенец“.

## История
Градът е кръстен на българския хан Крум. Благоприятният климат и природните условия са позволили заселването на Крумовград още в най-дълбока древност. Археологическите проучвания показват, че тук животът никога не е спирал. Останките от множество древни селища, погребални съоръжения, култови места, тракийски и средновековни крепости говорят за един действително интензивен и продължителен живот през всички исторически епохи.
В очертанията на днешния град е имало средновековна крепост, а усиленото църковно строителство през Средновековието се свързва с присъединяването на този край към Първо българско царство през 837 година и с въвеждането на християнството.
По време на Освободителната руско-турска война от 1877 – 1878 година Крумовград е отнет от Османската империя, но по силата на решенията на Берлинския конгрес ѝ е върнат. През 1912 г. през Балканската война градът е присъединен към Царство България.
От вътрешността на страната и от съседните селища прииждат занаятчии, чиновници, преселници от Беломорска Тракия и майстори от смолянските села Славейново и Петково. От 10 – 12 души преди 1900 година, през 1914 година жителите стават 100, през 1926 – 553, през 1944 – 1400.
В града се развиват грънчарство, медникарство, мутафчийство, абаджийство, папукчийство, а произведените изделия се предлагат в петъчни дни и на панаира „Саит баба“. Като гъсто населен район Крумовград е бил околийски център с околийски управител (каймакам), кадия, данъчно управление и полиция.
Първото българско училище в Крумовград е открито през 1914 г. В него са се обучавали 7 ученици. През 1934 г. в него се учат 42 ученици от 7 учители.
Със заповед на 18 декември 1914 година се утвърждава създаденото ученолюбиво дружество „Христо Ботев“ с първи председател Вангел Георгиев.
До 1934 г. градът се е наричал Кошукавак, което в превод от турски означава „надбягване под тополите“. През годините единствено непроменени стоят тополите, а от височината на техните корони най-ясно се вижда, че надбягването продължава, но този път с времето.
През 1948 – 1949 година с бригадирски труд е построена улица „Васил Коларов“ (дн. „Княз Борис I“) – пътят за Ивайловград. Прокараното електрическо осветление в града през 1936 година бива възобновено с прокарването на нова електрическа мрежа и далекопровод от Димитровград през 1950 година.
Първото производствено предприятие в Крумовград е ДПП „Обединение“ (1950 – 1951).
С установяването на българската администрация започва и здравното дело в Крумовградския район. Първата болница в града е построена през 1927 – 1928 година от постоянната комисия на Мастанлийски окръг. През 1934 година околийски лекар е доктор Кирил Минев, а през 1938 година е открита първата частна аптека с аптекар Методи Чулев. До 1944 г. Крумовград е най-малкият град в България.

## Население
Численост на населението според преброяванията през годините:
| \| Година на преброяване \| Численост \| \| --------------------- \| --------- \| \| 1934 \| 688 \| \| 1946 \| 1514 \| \| 1956 \| 2230 \| \| 1965 \| 3627 \| \| 1975 \| 5223 \| \| 1985 \| 6597 \| \| 1992 \| 5286 \| \| 2001 \| 5239 \| \| 2011 \| 5070 \| \| 2021 \| 4962 \| |           |
| Година на преброяване | Численост |
| 1934 | 688       |
| 1946 | 1514      |
| 1956 | 2230      |
| 1965 | 3627      |
| 1975 | 5223      |
| 1985 | 6597      |
| 1992 | 5286      |
| 2001 | 5239      |
| 2011 | 5070      |
| 2021 | 4962      |

### Етнически състав

#### Преброяване на населението през 2011 г.
Численост и дял на етническите групи според преброяването на населението през 2011 г.:
|                     | Численост | Дял (в %) |
| Общо                | 5 070     | 100,00    |
| Българи             | 500       | 10,05     |
| Турци               | 2483      | 88,95     |
| Цигани              | 3         | 0,05      |
| Други               | 30        | 0,59      |
| Не се самоопределят | 82        | 1,61      |
| Неотговорили        | 1 511     | 29,80     |

## Религии
Изповядваните от населението религии са източноправославното християнство и ислямът.

### Храм „Св. Йоан Рилски“
Храмовият празник е на 19 октомври.
Църквата е сравнително нова – построена през 1934 г. по инициатива на трима жители на града. Строителите са от с. Петково, Смолянско. Осветена е през 1936 г. от пловдивския митрополит Кирил, по-късно Патриарх Български. Църквата е трикорабна, с дължина 18 м, широчина 10 м и височина 6 м. Куполът е полусферичен, издигнат върху осмостенен барабан, изграден от 8 арки. Изградена е от ломен камък на хоросанов разтвор, частично измазана. Иконостасът и тронът са от дърворезба (орехово дърво), изработени в гр. Пловдив. Широк е 10 м и е висок 4 м. Църквата е действаща, обявена е за паметник на културата. Забележка: Обектът е подходящ за посещение, разположен е в близост до центъра на града.

## Средновековни храмове
Княз Борис I въвежда християнството в българската държава през 864 година. Това довежда до усилено строителство на култови сгради – църкви, манастири и параклиси. Средновековните църкви в Крумовградско са строени от обработени от лицевата страна камъни, споени с бял хоросан. Следи от стенописи има в църквите при селата Черничево и Егрек. По-голямата част от тях се намират в градищата или калетата: Черничево, Егрек, Девесилово.
Вторият тип християнски култови сгради са манастирите. Трети тип християнски култови сгради са параклисчетата, каквито и днес има запазени.

## Забележителности
Интересни културни паметници са тракийските скални ниши, изсечени в отвесни скали по поречието на Арда. В землището на село Студен кладенец се намира резерват за опазването на белоглавия лешояд.
В района има няколко тракийски светилища, свързани с почитаните от траките култове. Светилището на Сабазий – богът на Слънцето, се намира в местността Църквището над село Лимец. По очертанията на терена се вижда, че има кръгла форма, приблизителен диаметър 18 метра и дебелина на зида 1,80 метра. Строено е с ломени камъни, без спойка от хоросан. В миналото районът е разкопаван, като на музея в град Казанлък са предадени бронзови статуйки на Аполон, оброчни плочки на тракийски конник и антични монети.
Тракийските скални ниши са строени на скални масиви, по форма са трапецовидни, елипсовидни и правоъгълни. Размери: основа 17 – 25 см, височина 45 см, и дълбочина на релефа 7 – 10 см. Те се намират в близост до тракийски крепости или селища. Вероятно в тях са били поставяни малки глинени съдове, които представлявали урнички или погребални дарове. По намерените фрагменти от глинени съдове в подножието на скалите и по керамичния материал от близките крепости можем да ги датираме от първата половина на Халщадската епоха (9 – 5 пр.н.е.). Скални ниши има до село Вранско, в левия скат на Топ дере и на високата скала срещу моста на река Крумовица, наричана Ак кая. Много внушителни са нишите при село Поточница и при село Странджево.
В района на Крумовград са останали следи от средновековни крепости, строени по времето на Втората българска държава. Преобладава керамиката, украсена чрез сграфито, а монетите са предимно медни и корубести. Открита е колективна находка от 40 сребърни монети на българския цар Иван Александър и сина му Михаил, намерени в местността Градището при село Черничево.
Следи от средновековни крепости има и до селата Сърнак, Златолист и Кран. До село Кран е запазена една малка част от източната стена. За тази крепост има предание, че в нея български цар е разбил византийска войска.
Паметникът на Капитан Петко войвода се намира на главното пътно шосе, пресичащо Крумовград. Издигнат е в памет на легендарния тракийски войвода. Скулптор на паметника е Петър Иванов Димитров от гр. София. Паметникът е открит на 03.10.1975 г.

### Природни феномени
- Каменното плато между Ковил и Джанка
- Орловите скали северозападно от града
- Вечнозеленият дъб край Скалак

### Музеи
Музеят в Крумовград е открит на 24 юли 1971 г.

## Икономика
В Крумовград се намира една от производствените бази на производителя на каучукови и пластмасови изделия „Теклас – България“.
Близо до града е разположен златният рудник "Ада тепе". Експлоатира се от канадската компания "Дънди Прешъс Метълс" и е основен източник за доходи на местните жители. 

## Редовни събития
- Ежегодно през месец май се провеждат тридневни тържества – „Крумовградски светлини“, по повод празника на града.
- В началото на октомври се провежда ежегодният панаир „Сеит баба“.